# 戴慶祖
戴慶祖（？—1449年），直隸溧陽縣人，明朝政治人物。
樂舞生，累官太常寺少卿。跟從明英宗北伐，土木之变時殉難。后贈太常寺卿。